# Gabriel Ruhumbika
Gabriel Ruhumbika (Ilha Ukerewe, 1938) é um escritor, tradutor e académico da Tanzânia.

## Biografia
Estudou na Universidade Makerere (Uganda) e doutorou-se na Universidade Paris-Sorbonne (França). Foi leitor em várias universidades como a Universidade de Dar es Salaam (1970-1985) ou a  Hampton University (1985-1992) Desde 1992 é professor de literatura comparada na University of Georgia 

## Obra
- Village in Uhuru, 1969
- Miradi Bubu ya Wazalendo, 1991
- Janga Sugu la Wazawa, 2002